# Marcel Jungerman
Pour les articles homonymes, voir Jungermann.
Marcel Jungerman (né Herszek Marcel Jungierman le 24 février 1925 à Wolbrom en Pologne et mort le 1er avril 2020 dans le 12e arrondissement de Paris), est un Français né en Pologne, déporté à 18 ans à Auschwitz, qui survit à la Shoah et devient un témoin.

## Biographie

### Famille
Herszek Marcel Jungierman, naît le 24 février 1925 à Wolbrom en Pologne. Il fait partie d'une fratrie de huit enfants. En 1930, son père immigre en France. Sa mère arrive plus tard,.

### Seconde Guerre mondiale

#### Protection italienne
Durant la Seconde Guerre mondiale, La famille Jungerman cherche à s'installer près de Nice (Alpes-Maritimes). Elle est assignée à résidence à Saint-Martin-Vésubie (Alpes-Maritimes).
Le 11 novembre 1942, la IVe armée italienne occupe le département des Alpes-Maritimes. Grâce à la sympathie des autorités italiennes, la zone d’occupation italienne devient un refuge pour des milliers de Juifs qui peuvent avoir une résidence légale sous les autorités italiennes, qui en mars 1943 les déplacent de la côte à l’intérieur, dans la zone de Saint-Martin-Vésubie. La sympathie des autorités italiennes est due à l'absence d'antisémitisme de la majorité de l'armée (dont le maréchal Ugo Cavallero et le général Mario Vercellino) et à l’œuvre du banquier juif italien Angelo Donati qui habitait à Nice et les a convaincus, avec le Père Marie-Benoît, de protéger les Juifs de la persécution des Allemands.

#### Résistance
Après l’armistice des Italiens en septembre 1943, et sous la menace directe des autorités allemandes, un millier de Juifs de Saint-Martin-Vésubie réussissent à remonter la vieille route du sel vers la vallée du Gesso pour se sauver en Italie. Les Juifs qui sont restés à Saint-Martin-Vésubie sont arrêtés et transportés à Auschwitz. Cet épisode apparait dans le livre Étoile errante de J. M. G. Le Clézio.
Marcel Jungerman participe à la Résistance (distributions de tracts, de journaux) avec Lucien Neuwirth, dans le groupe Espoir dirigé par Jean Nocher jusqu'à son arrestation par des membres de la 2e division SS Das Reich.
Il est conduit au camp de Borgo San Dalmazzo, dans le Piémont en Italie. Il y retrouve son frère Mejlock (Max) Jungierman (25 ans), né 8 mai 1918 à Wolbrom en Pologne, sa belle-sœur, Chaja (Hélène) Jungierman (née Dab) (21 ans), née le 21 décembre 1921 à Lukow en Pologne et son neveu Albert Jungierman (2 ans) né le 30 août 1941 à Paris. Il essaie de s'évader mais échoue. Il s'ensuit des interrogatoires violents,.

#### Déportation
Marcel Jungerman est déporté par le convoi no 64, en date du 7 décembre 1943 du Camp de Drancy vers Auschwitz. Il est âgé de 18 ans. Sa dernière adresse est à l'hôtel Floréal à Saint-Martin-Vésubie (Alpes-Maritimes). Son frère Mejlock Jungierman (25 ans), sa belle-sœur, Chaja Jungierman (21 ans) et son neveu Albert Jungierman (2 ans) font partie du même convoi. Leur dernière adresse est « Chez Ralbaud » à Saint-Martin-Vésubie (Alpes-Maritimes). Seuls les deux frères vont survivre, sa belle-sœur et son neveu sont acheminés directement vers la chambre à gaz.
En janvier 1945, Marcel Jungerman participe aux Marches de la Mort, jusqu’à Gliwice en (Silésie), (Pologne), puis atteint le Camp de concentration de Dora, en Allemagne, dans des wagons découverts. La quarantaine achevée, il est transféré à Bergen-Belsen, en Allemagne, où il est libéré par l'Armée britannique le 15 avril 1945. Il est soigné dans un hôpital à Lunebourg, en Allemagne.

### Retour en France
Le 15 mai 1945, il est rapatrié à Paris. Le lendemain, il retrouve sa mère et ses frères Mejlock (Max) Jungierman et Arthur Jungierman quelques semaines plus tard.
En 1947, il épouse Thérèse Faradagka, fille de déporté, morte en 2019. Ils ont une fille et trois petits enfants.
Il témoigne auprès des jeunes,,.
Marcel Jungerman meurt le 1er avril 2020 dans le 12e arrondissement de Paris, à l'âge de 95 ans,.

## Distinctions
- Chevalier de la Légion d'honneur par décret du 14 avril 2005.